# Jégkorong a 2013. évi téli európai ifjúsági olimpiai fesztiválon
A 2013. évi téli európai ifjúsági olimpiai fesztivál jégkorong mérkőzéseit Brassóban, az Olimpiai jégcsarnokban rendezték február 18. és 22-e között.

## Érmesek
| A 2013. évi téli európai ifjúsági olimpiai fesztivál érmesei férfi jégkorongban | A 2013. évi téli európai ifjúsági olimpiai fesztivál érmesei férfi jégkorongban | A 2013. évi téli európai ifjúsági olimpiai fesztivál érmesei férfi jégkorongban | A 2013. évi téli európai ifjúsági olimpiai fesztivál érmesei férfi jégkorongban |
| ------------------------------------------------------------------------------- | ------------------------------------------------------------------------------- | ------------------------------------------------------------------------------- | ------------------------------------------------------------------------------- |
| Arany                                                                           | Ezüst                                                                           | Bronz                                                                           |                                                                                 |
| Finnország                                                                      | Oroszország                                                                     | Svájc                                                                           |                                                                                 |

## Csoportkör

### A csoport
| Nemzet      | M | Gy | HGy | HV | V | G+ | G- | Gk | P |
| ----------- | - | -- | --- | -- | - | -- | -- | -- | - |
| Oroszország | 2 | 2  | 0   | 0  | 0 | 9  | 3  | +6 | 6 |
| Svájc       | 2 | 1  | 0   | 0  | 1 | 6  | 7  | -1 | 3 |
| Lettország  | 2 | 0  | 0   | 0  | 2 | 3  | 8  | -5 | 0 |

| 2013. február 18. 16:00 | Oroszország | 6–1 | Svájc | Olimpiai jégcsarnok, Brassó |

|  |  |  |  |  |
|  |  |  |  |  |
|  |  |  |  |  |
|  |  |  |  |  |

| 2013. február 19. 16:00 | Svájc | 5–1 | Lettország | Olimpiai jégcsarnok, Brassó |

|  |  |  |  |  |
|  |  |  |  |  |
|  |  |  |  |  |
|  |  |  |  |  |

| 2013. február 20. 16:00 | Lettország | 2–3 | Oroszország | Olimpiai jégcsarnok, Brassó |

|  |  |  |  |  |
|  |  |  |  |  |
|  |  |  |  |  |
|  |  |  |  |  |

### B csoport
| Nemzet     | M | Gy | HGy | HV | V | G+ | G- | Gk  | P |
| ---------- | - | -- | --- | -- | - | -- | -- | --- | - |
| Finnország | 2 | 2  | 0   | 0  | 0 | 22 | 4  | +18 | 6 |
| Csehország | 2 | 1  | 0   | 0  | 1 | 11 | 11 | 0   | 3 |
| Románia    | 2 | 0  | 0   | 0  | 2 | 1  | 19 | -18 | 0 |

| 2013. február 18. 20:00 | Finnország | 10–4 | Csehország | Olimpiai jégcsarnok, Brassó |

|  |  |  |  |  |
|  |  |  |  |  |
|  |  |  |  |  |
|  |  |  |  |  |

| 2013. február 19. 20:00 | Románia | 0–12 | Finnország | Olimpiai jégcsarnok, Brassó |

|  |  |  |  |  |
|  |  |  |  |  |
|  |  |  |  |  |
|  |  |  |  |  |

| 2013. február 20. 20:00 | Csehország | 7–1 | Románia | Olimpiai jégcsarnok, Brassó |

|  |  |  |  |  |
|  |  |  |  |  |
|  |  |  |  |  |
|  |  |  |  |  |

## Helyosztók

### 5. helyért
| 2013. február 21. 16:00 | Lettország | 11–1 | Románia | Olimpiai jégcsarnok, Brassó |

|  |  |  |  |  |
|  |  |  |  |  |
|  |  |  |  |  |
|  |  |  |  |  |

### Bronzmérkőzés
| 2013. február 21. 20:00 | Svájc | 2–1 | Csehország | Olimpiai jégcsarnok, Brassó |

|  |  |  |  |  |
|  |  |  |  |  |
|  |  |  |  |  |
|  |  |  |  |  |

### Döntő
| 2013. február 22. 14:30 | Oroszország | 2–4 | Finnország | Olimpiai jégcsarnok, Brassó |

|  |  |  |  |  |
|  |  |  |  |  |
|  |  |  |  |  |
|  |  |  |  |  |

## Végeredmény
| Helyezés | Csapat      |
| -------- | ----------- |
| Arany    | Finnország  |
| Ezüst    | Oroszország |
| Bronz    | Svájc       |
| 4.       | Csehország  |
| 5.       | Lettország  |
| 6.       | Románia     |